# Hochtor
Hochtor je hora v pohoří Ennstalské Alpy, jejichž je s výškou 2369 m nejvyšším vrcholem. Nachází se 4,5 km severovýchodně od Johnsbachu, v rakouské spolkové zemi Štýrsko. Leží na území Nationalpark Gesäuse.

## Geologie a geomorfologie

Nationalpark Gesäuse

Masiv Hochtoru je, stejně jako celé Ennstalské Alpy, budován z vápence. Současné ostře řezané rysy tohoto vrcholu byly zformovány ledovci, které se dříve nacházely na jeho svazích. Zůstaly po nich kary Haindlkar, Tellersack, Steinkar a Schneeloch. Pro Hochtor jsou rovněž charakteristické četné tvary vysokohorského krasu - především škrapy a jeskynní výklenky. Nejstrmější svahy Hochtoru jsou severovýchodní, které jsou tvořeny 900 m vysokou stěnou. Celkově se Hochtor zvedá nad údolím Ennstal o 1800 m.

## Horolezectví
- Normální cesta vede od jihu z vesnice Johnsbach po značených cestách č. 4 a 664 přes louky Untere Koderalm, kotel Ronnerstein a Schneeloch (několik náročnějších úseků - UIAA II, celkem 4,5 h).
- Z východu se stoupá od Hesshütte přes Josefinensteig, místy je trasa vedená jako klettersteig přes skalní římsy hřebenu Gugelgrat (UIAA I+) (2,5 h)
- Rossschweif[1] je lehký hřebenový výstup od východu (UIAA III) (3,5 h). Prvovýstup: H.+F. Wöldl, C. Bernhard, H. Fischer, 1893.
- Hlavní hřeben Gesäuse[2] stoupá nejprve bočním hřebenem Kirchengrat na Großer Ödstein a pokračuje po hlavním hřebeni na Hochtor (UIAA III+) (10-15 h). Prvovýstup: Emil Zsigmondy, Fischer, Friedmann 1884.
- Cesta Jahn-Zimmer[3] je velmi dlouhý výstup v severní stěně (UIAA III+) (6-8 h). Prvovýstup: Gustav Jahn, Franz Zimmer, 2. září 1906.

## Horské chaty
Hesshütte (1699 m). K chatě lze dorazit ze všech čtyř světových stran - z jihu pěšky z Johnsbachu, z východu pěšky z Hartelsgraben, ze severu zajištěnou cestou Wasserfallweg obtížnost A/B (3,5 h) z Kummerbrücke a ze západu lezecky trasou Peternpfad (UIAA II+) od Haindlkar Hütte.
Haindlkar Hütte (1121 m). Chata je přístupná od zájezdního hostince Bachbrücke (525 m) údolím Johnsbach a strmou soutěskou přes sedlo Gsengscharte zajištěnou na několika místech jako klettersteig, nebo jednodušeji přímo z údolí Enže po pěší cestě.